# Kazimiera

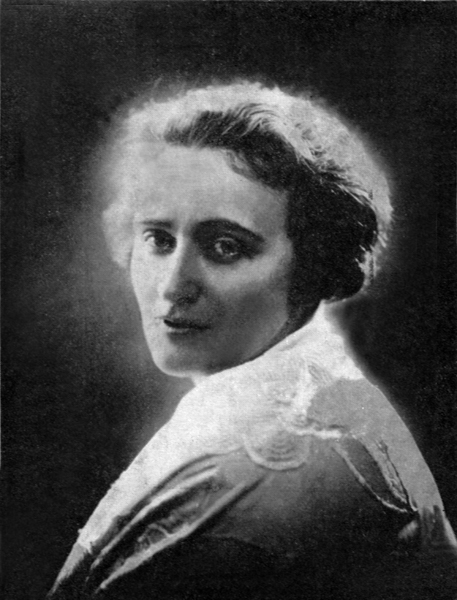
Kazimiera Iłłakowiczówna, 1928.

Kazimiera är ett polskt kvinnonamn.

## Kända personer med namnet Kazimiera
- Kazimiera Szczuka - polsk journalist.
- Kazimiera Iłłakowiczówna - polsk poet.
- Kazimiera Zawiślak - polsk professor.
- Kazimiera Förlust - polsk skådespelerska.